# آنتونی ویلیامسن
آنتونی ویلیامسن (انگلیسی: Anthony Williamsen; ۳۱ ژانویهٔ ۱۸۸۰ – ۱۹۵۶ (۷۵−۷۶ سال)) دوچرخه‌سوار اهل ایالات متحده آمریکا بود. وی در بازی‌های المپیک تابستانی ۱۹۰۴ شرکت کرده است.